# Río Copey
El Rio Copey es un río ubicado en las laderas del cerro el Copey, en la Isla de Margarita, Venezuela. Su naciente se ubica en el mismo cerro, que al unirse con otras vertientes hermanas conforman el río a medida que baja por el cerro, generalmente se encuentra seco y solo surtiendo de agua en las épocas de lluvia. El río ha sufrido los embates del hombre. Desemboca en la Playa Guacuco en su transcurso por Catalán (Estado Nueva Esparta), Atamo, muy cerca de Los Cerritos.
- Datos: Q6115050